# Armatocereus procerus
Armatocereus procerus es una especie de planta suculenta perteneciente al género Armatocereus, dentro de la familia Cactaceae. Es endémica de Perú.

## Descripción
Armatocereus procerus es una especie de cactus que crece en forma de árbol, con tallos cilíndricos, erectos y ramificados, alcanzando alturas de hasta 7 m. Normalmente no tiene un tronco claro.
Los tallos son de color verde oscuro o gris verdoso y se dividen en segmentos de 30 a 60 cm de largo que se estrechan en ambos extremos. Presentan de 8 a 10 costillas, separadas por incisiones profundas. Las areolas son grades y tienen espinas con forma de aguja, de color amarillento y con la punta más oscura. Hay presentes de 1 a 4 espinas centrales de hasta 10 cm de longitud, y de 15 a 20 espinas marginales de hasta 2 cm de largo.
Las flores son blancas y miden hasta 7 cm de largo y 5 cm de diámetro. El fruto es de color verde y mide 7 cm de largo.

## Distribución y hábitat
El área de distribución nativa de esta especie es Perú y crece principalmente en biomas desérticos o de matorrales secos. Concretamente lo encontramos en los valles secos estacionales de las vertientes occidentales de los Andes, entre los 300 y los 1000 sobre el nivel del mar.

## Taxonomía
Armatocereus procerus fue descrita por los botánicos alemanes Werner Rauh y Curt Backeberg y publicada por primera vez en el libro Descriptiones Cactacearum Novarum 1 de noviembre: 13 (publicación de 1956, 1957).
Etimología
- Armatocereus: nombre genérico que deriva de las palabras latinas armatus (que significa 'armado') y cereus (que significa 'velas' o 'cirios'), en referencia a la morfología de sus tallos, en forma de columnas espinosas.[4]
- procerus: epíteto específico que deriva del latín y que significa 'alto' o 'extenso', haciendo referencia al hábito de crecimiento de la especie.[5]

## Estado de conservación
En la Lista Roja de Especies Amenazadas de la UICN, la especie está clasificada como de “Preocupación Menor (LC)”.

## Usos
Se cultiva principalmente como planta ornamental y su propagación se realiza normalmente a través de semillas o esquejes.

## Galería

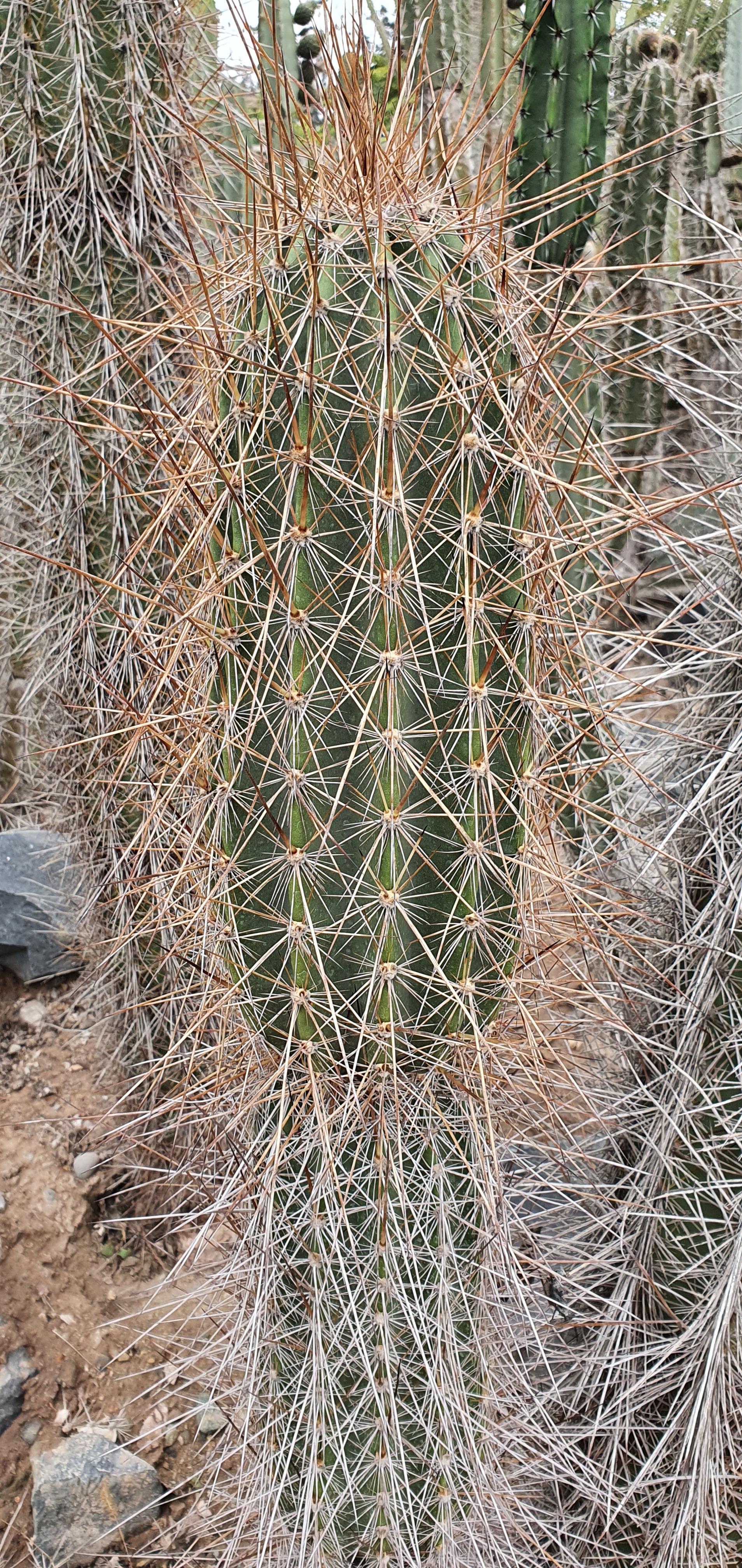
Planta cultivada en el Jardín Botánico del Parque de las Leyendas de Lima (Perú).
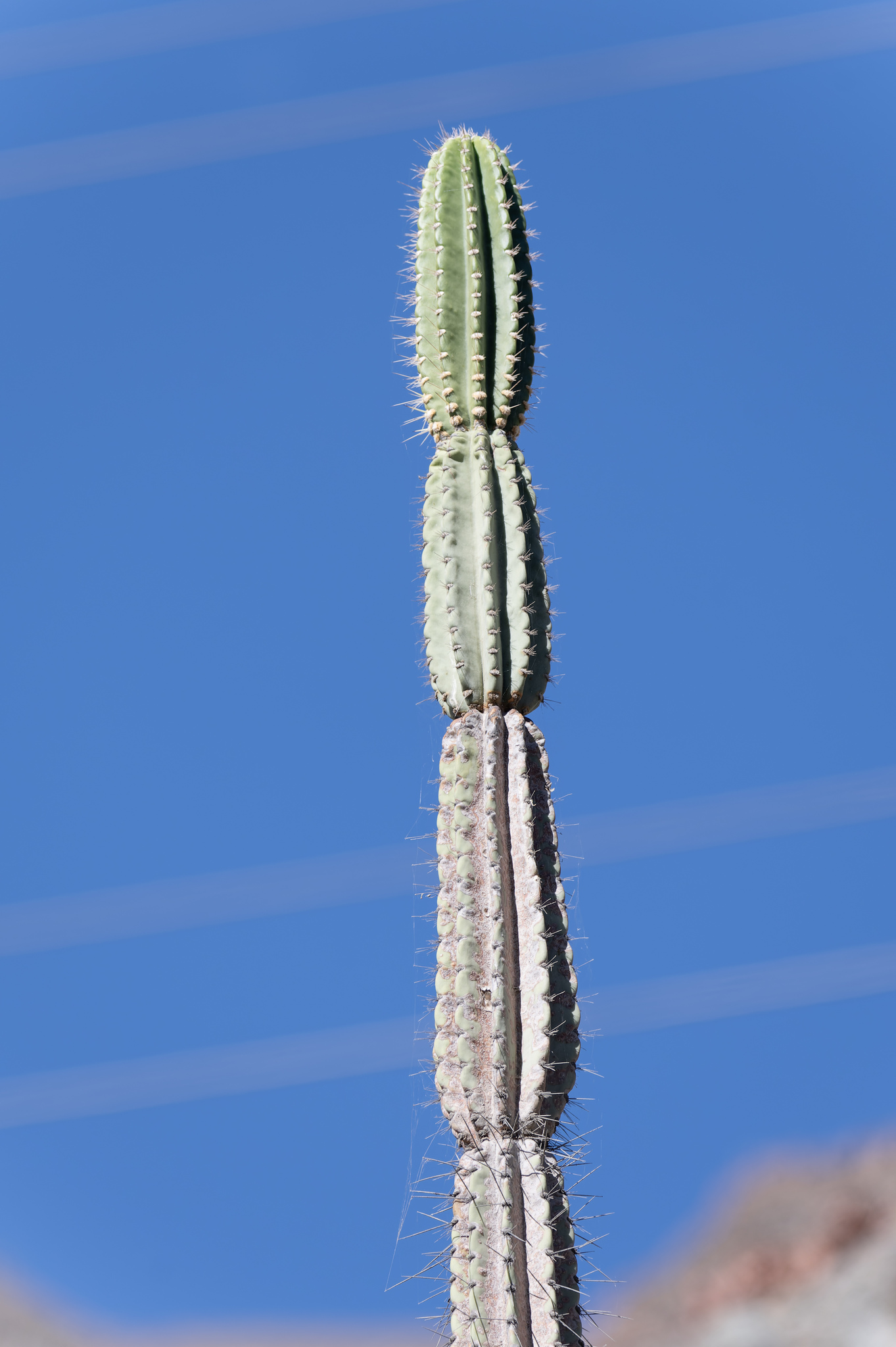
Detalle del tallo columnar
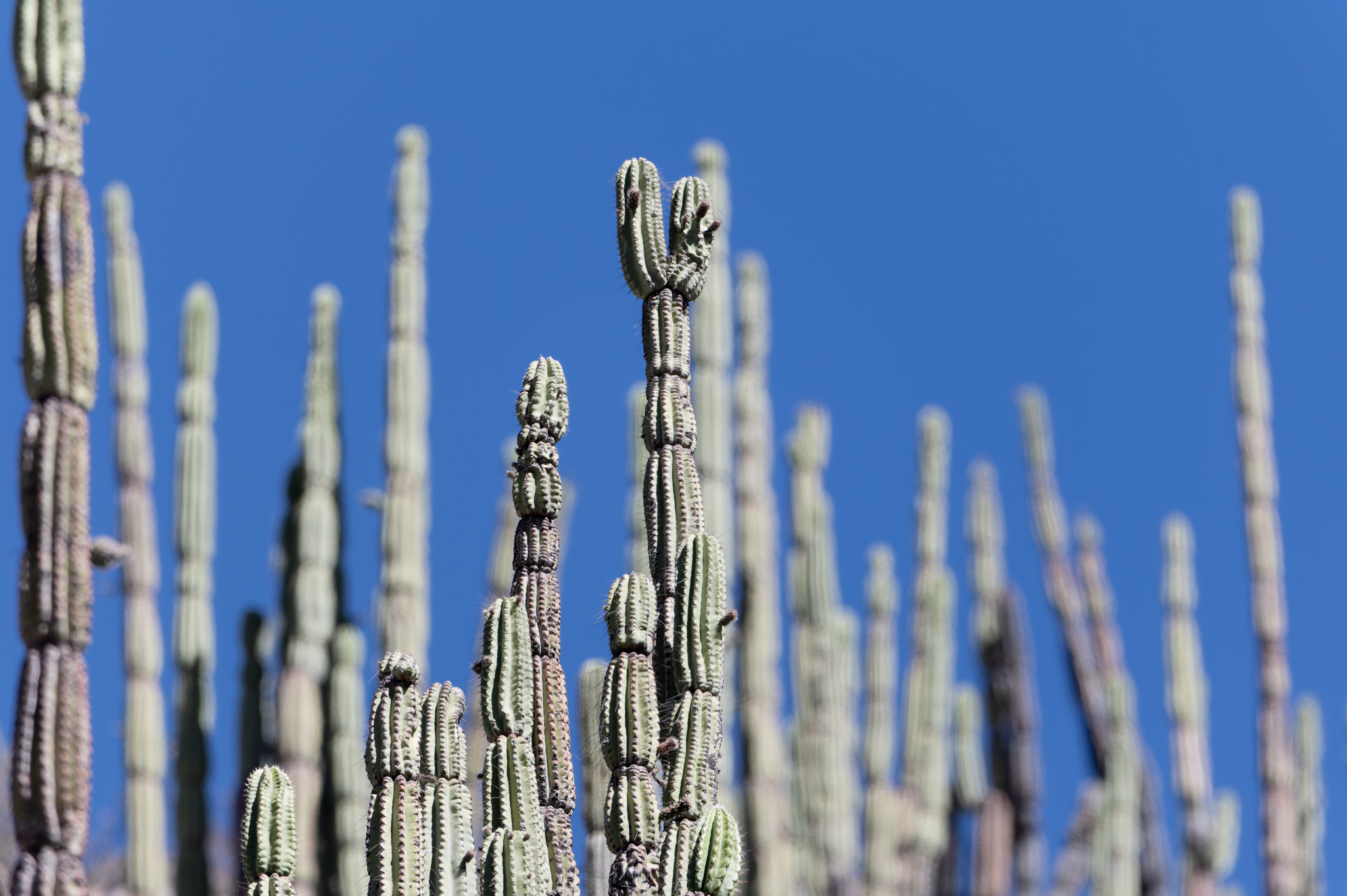
Tallos con botones florales
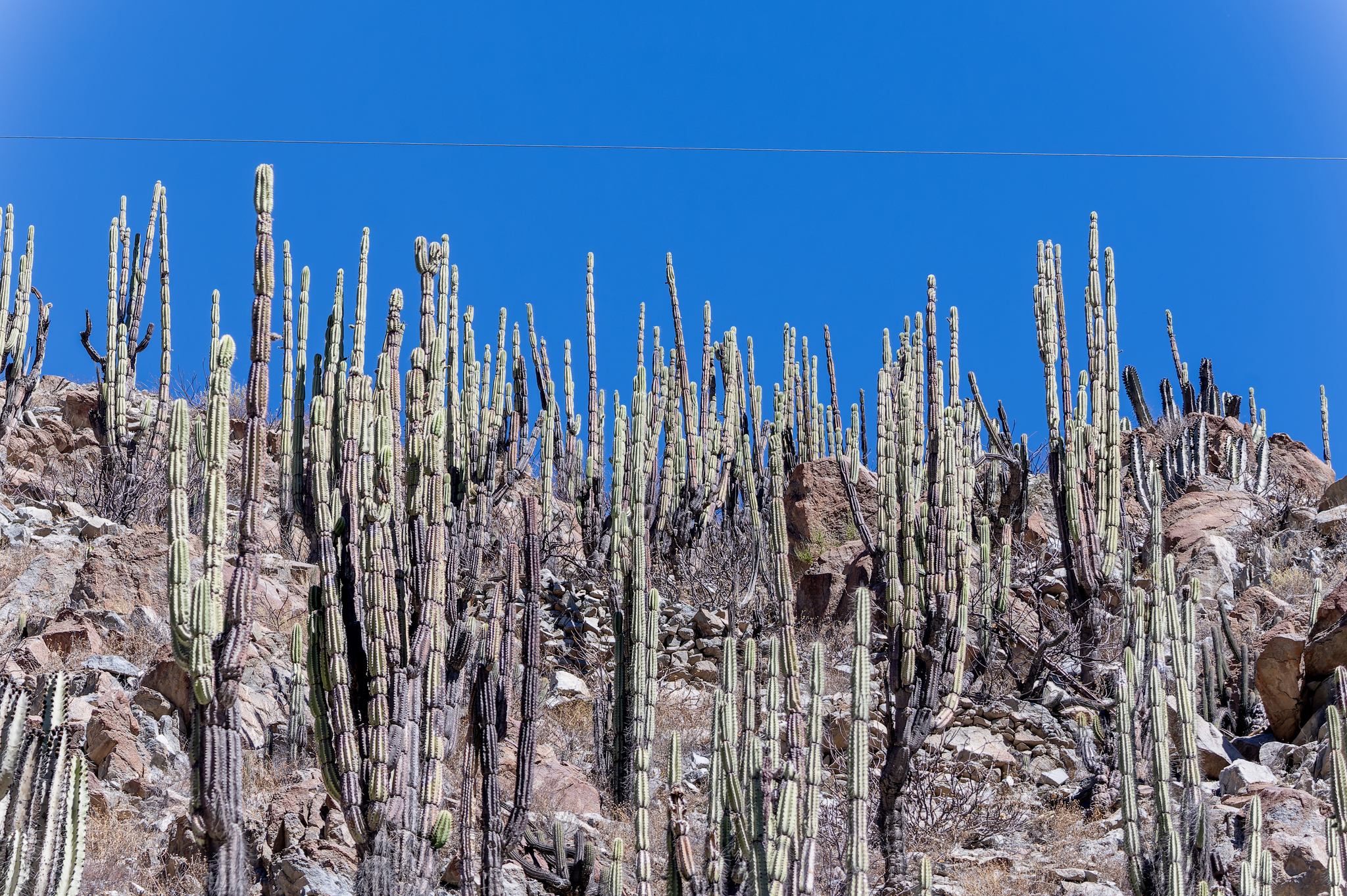
Plantas en su hábitat
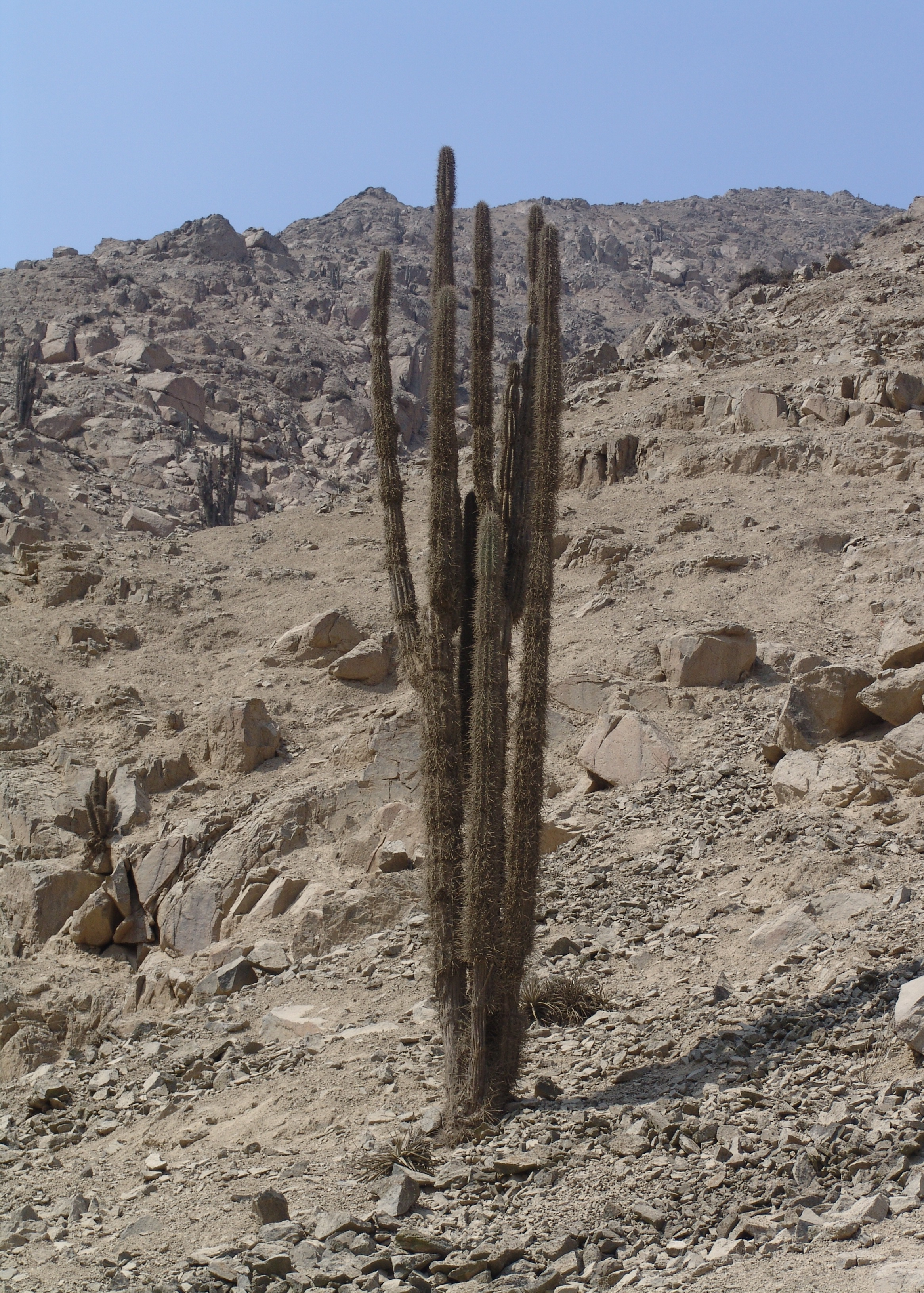
Planta en el Valle del Río Chillón (Lima)